# Населення Папуа Нової Гвінеї
Населення Папуа Нової Гвінеї. Чисельність населення країни 2015 року становила 6,672 млн осіб (106-те місце у світі). Чисельність папуанців стабільно збільшується, народжуваність 2015 року становила 24,38 ‰ (58-ме місце у світі), смертність — 6,53 ‰ (147-ме місце у світі), природний приріст — 1,78 % (66-те місце у світі) . 

## Природний рух

### Відтворення
Народжуваність у Папуа Новій Гвінеї, станом на 2015 рік, дорівнює 24,38 ‰ (58-ме місце у світі). Коефіцієнт потенційної народжуваності 2015 року становив 3,16 дитини на одну жінку (51-ше місце у світі). Рівень застосування контрацепції 32,4 % (станом на 2007 рік).
Смертність у Папуа Новій Гвінеї 2015 року становила 6,53 ‰ (147-ме місце у світі).
Природний приріст населення в країні 2015 року становив 1,78 % (66-те місце у світі).

### Вікова структура

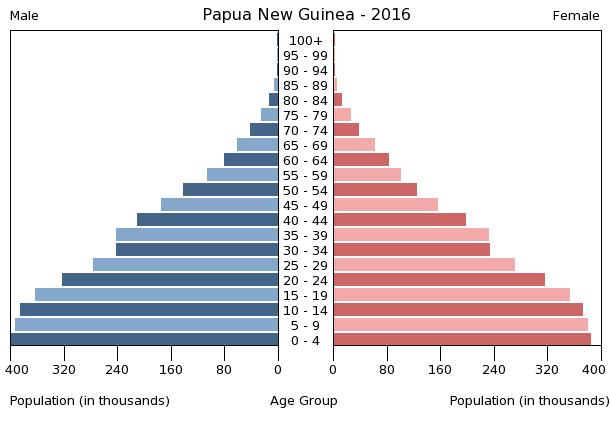
Віково-статева піраміда населення Папуа Нової Гвінеї, 2016 рік

Середній вік населення Папуа Нової Гвінеї становить 22,9 року (173-тє місце у світі): для чоловіків — 23, для жінок — 22,8 року. Очікувана середня тривалість життя 2015 року становила 67,03 року (169-те місце у світі), для чоловіків — 64,81 року, для жінок — 69,36 року.
Вікова структура населення Папуа Нової Гвінеї, станом на 2015 рік, має такий вигляд:
- діти віком до 14 років — 34,45 % (1 169 870 чоловіків, 1 128 631 жінка);
- молодь віком 15—24 роки — 19,77 % (668 327 чоловіків, 650 671 жінка);
- дорослі віком 25—54 роки — 36,43 % (1 253 827 чоловіків, 1 177 004 жінки);
- особи передпохилого віку (55—64 роки) — 5,3 % (179 075 чоловіків, 174 721 жінка);
- особи похилого віку (65 років і старіші) — 4,05 % (139 060 чоловіків, 131 241 жінка)[1].

## Розселення
Густота населення країни 2015 року становила 16,8 особи/км² (208-ме місце у світі).

### Урбанізація
Папуа Нова Гвінея низькоурбанізована країна. Рівень урбанізованості становить 13 % населення країни (станом на 2015 рік), темпи зростання частки міського населення — 2,12 % (оцінка тренду за 2010—2015 роки).
Головні міста держави: Порт-Морсбі (столиця) — 345,0 тис. осіб (дані за 2015 рік).

### Міграції
Річний рівень еміграції 2015 року становив 0 ‰ (85-те місце у світі). Цей показник не враховує різниці між законними і незаконними мігрантами, між біженцями, трудовими мігрантами та іншими.

#### Біженці й вимушені переселенці
Станом на 2015 рік, в країні постійно перебуває 9,5 тис. біженців з Індонезії. У той самий час у країні, станом на 2015 рік, налічується 6,3 тис. внутрішньо переміщених осіб через стихійні лиха, міжплемінні конфлікти, проекти з розвитку територій.
Папуа Нова Гвінея є членом Міжнародної організації з міграції (IOM).

## Расово-етнічний склад
| Етнічний склад (2015 рік) | Етнічний склад (2015 рік) | Етнічний склад (2015 рік) | Етнічний склад (2015 рік) | Етнічний склад (2015 рік) |
| ------------------------- | ------------------------- | ------------------------- | ------------------------- | ------------------------- |
| Етнос:                    |                           |                           | Відсоток:                 |                           |
| меланезійці               | меланезійці               |                           | %                         | %                         |
| папуаси                   | папуаси                   |                           | %                         | %                         |
| негріто                   | негріто                   |                           | %                         | %                         |
| мікронезійці              | мікронезійці              |                           | %                         | %                         |
| полінезійці               | полінезійці               |                           | %                         | %                         |

Головні етноси країни: меланезійці, папуаси, негріто, мікронезійці, полінезійці. Аборигенне населення країни найбільш гетерогенне у світі (поряд із Кавказом і гірськими районами Південної Азії), на площі меншій за площу України мешкає до 1000 етнічний груп (велика кількість з яких налічує менше 100 представників), що розмовляють різними мовами, мають різні культурні традиції, побут. Міжусобні племінні конфлікти між сусідами тривають протягом тисячоліть, поява сучасної зброї, процеси урбанізації лише загострює їх і кидає виклик державній системі забезпечення правопорядку.

## Мови
| Мови Папуа Нової Гвінеї (2015 рік) | Мови Папуа Нової Гвінеї (2015 рік) | Мови Папуа Нової Гвінеї (2015 рік) | Мови Папуа Нової Гвінеї (2015 рік) | Мови Папуа Нової Гвінеї (2015 рік) |
| ---------------------------------- | ---------------------------------- | ---------------------------------- | ---------------------------------- | ---------------------------------- |
| Мова:                              |                                    |                                    | Відсоток:                          |                                    |
| ток-пісін                          | ток-пісін                          |                                    | %                                  | %                                  |
| англійська                         | англійська                         |                                    | %                                  | %                                  |
| хірі-моту                          | хірі-моту                          |                                    | 2%                                 | 2%                                 |

Офіційні мови: ток-пісін (креольська), англійська, хірі-моту — розмовляють менше 2 % населення. Загалом в державі визначено 836 мов (12 % загальної кількості мов світу), більшість з них мають менше 1 тис. носіїв.

## Релігії
| Релігії в Папуа Новій Гвінеї (2001 рік) | Релігії в Папуа Новій Гвінеї (2001 рік) | Релігії в Папуа Новій Гвінеї (2001 рік) | Релігії в Папуа Новій Гвінеї (2001 рік) | Релігії в Папуа Новій Гвінеї (2001 рік) |
| --------------------------------------- | --------------------------------------- | --------------------------------------- | --------------------------------------- | --------------------------------------- |
| Віросповідання:                         |                                         |                                         | Відсоток:                               |                                         |
| католики                                | католики                                |                                         | 27%                                     | 27%                                     |
| протестанти                             | протестанти                             |                                         | 69.4%                                   | 69.4%                                   |
| бахаїсти                                | бахаїсти                                |                                         | 0.3%                                    | 0.3%                                    |
| місцеві вірування                       | місцеві вірування                       |                                         | 3.3%                                    | 3.3%                                    |

Головні релігії й вірування, які сповідує, і конфесії та церковні організації, до яких відносить себе населення країни: римо-католицтво — 27 %, протестантизм — 69,4 % (лютеранство — 19,5 %, Об'єднана церква — 11,5 %, адвентизм — 10 %, п'ятидесятництво — 8,6 %, євангелізм — 5,2 %, англіканство — 3,2 %, баптизм — 2,5 %, інші — 8,9 %), бахаїзм — 0,3 %, місцеві вірування — 3,3 % (згідно з переписом 2000).

## Освіта
Рівень письменності 2015 року становив 64,2 % дорослого населення (віком від 15 років): 65,6 % — серед чоловіків, 62,8 % — серед жінок. Дані про державні витрати на освіту у відношенні до ВВП країни, станом на 2015 рік, відсутні.

## Охорона здоров'я
Забезпеченість лікарями в країні на рівні 0,06 лікаря на 1000 мешканців (станом на 2008 рік). Загальні витрати на охорону здоров'я 2014 року становили 4,3 % ВВП країни (137-ме місце у світі).
Смертність немовлят до 1 року, станом на 2015 рік, становила 38,55 ‰ (53-тє місце у світі); хлопчиків — 42,12 ‰, дівчаток — 34,81 ‰. Рівень материнської смертності 2015 року становив 215 випадків на 100 тис. народжень (51-ше місце у світі).
Папуа Нова Гвінея входить до складу ряду міжнародних організацій: Міжнародного руху (ICRM) і Міжнародної федерації товариств Червоного Хреста і Червоного Півмісяця (IFRCS), Дитячого фонду ООН (UNISEF), Всесвітньої організації охорони здоров'я (WHO).

### Захворювання
Потенційний рівень зараження інфекційними хворобами в країні дуже високий. Найпоширеніші інфекційні захворювання: діарея, гепатит А, черевний тиф, гарячка денге, малярія. Станом на серпень 2016 року в країні були зареєстровані випадки зараження вірусом Зіка через укуси комарів Aedes, переливання крові, статевим шляхом, під час вагітності.
2014 року було зареєстровано 37,2 тис. хворих на СНІД (69-те місце у світі), це 0,72 % населення в репродуктивному віці 15—49 років (53-тє місце у світі). Смертність 2014 року від цієї хвороби становила приблизно 900 осіб (69-те місце у світі).
Частка дорослого населення з високим індексом маси тіла 2014 року становила 25,5 % (115-те місце у світі); частка дітей віком до 5 років зі зниженою масою тіла становила 27,9 % (оцінка на 2011 рік). Ця статистика показує як власне стан харчування, так і наявну/гіпотетичну поширеність різних захворювань.

### Санітарія
Доступ до облаштованих джерел питної води 2015 року мало 88 % населення в містах і 32,8 % в сільській місцевості; загалом 40 % населення країни. Відсоток забезпеченості населення доступом до облаштованого водовідведення (каналізація, септик): в містах — 56,4 %, в сільській місцевості — 13,3 %, загалом по країні — 18,9 % (станом на 2015 рік). Споживання прісної води, станом на 2005 рік, дорівнює 0,39 км³ на рік, або 61,3 тонни на одного мешканця на рік: з яких 57 % припадає на побутові, 43 % — на промислові, 0 % — на сільськогосподарські потреби.

## Соціально-економічне становище
Співвідношення осіб, що в економічному плані залежать від інших, до осіб працездатного віку (15—64 роки) загалом становить 67,1 % (станом на 2015 рік): частка дітей — 62,1 %; частка осіб похилого віку — 5 %, або 19,9 потенційно працездатного на 1 пенсіонера. Загалом ці показники характеризують рівень затребуваності державної допомоги в секторах освіти, охорони здоров'я і пенсійного забезпечення, відповідно. За межею бідності 2002 року перебувало 37 % населення країни. Розподіл доходів домогосподарств у країні має такий вигляд: нижній дециль — 1,7 %, верхній дециль — 40,5 % (станом на 1996 рік).
Станом на 2015 рік, у країні 5,5 млн осіб не має доступу до електромереж; 18 % населення має доступ, у містах цей показник дорівнює 72 %, у сільській місцевості — 10 %. Рівень проникнення інтернет-технологій надзвичайно низький. Станом на липень 2015 року в країні налічувалось 527 тис. унікальних інтернет-користувачів (162-ге місце у світі), що становило 7,9 % загальної кількості населення країни.

### Трудові ресурси
Загальні трудові ресурси 2015 року становили 4,267 млн осіб (91-ше місце у світі). Зайнятість економічно активного населення у господарстві країни розподіляється таким чином: аграрне, лісове і рибне господарства — 85 %; промисловість, будівництво і сфера послуг — 15 % (станом на 2005 рік). Безробіття 2008 року дорівнювало 1,9 % працездатного населення, 2004 року — (11-те місце у світі).

## Кримінал

### Наркотики

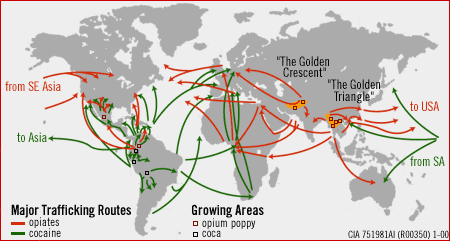
Світові маршрути наркотрафіку

Країна великий споживач марихуани.

### Торгівля людьми
Згідно зі щорічною доповіддю про торгівлю людьми (англ. Trafficking in Persons Report) Управління з моніторингу та боротьби з торгівлею людьми Державного департаменту США, уряд Папуа Нової Гвінеї не докладає зусиль в боротьбі з явищем примусової праці, сексуальної експлуатації, незаконною торгівлею внутрішніми органами, законодавство не відповідає мінімальним вимогам американського закону 2000 року щодо захисту жертв (англ. Trafficking Victims Protection Act’s), країна знаходиться у списку третього рівня.

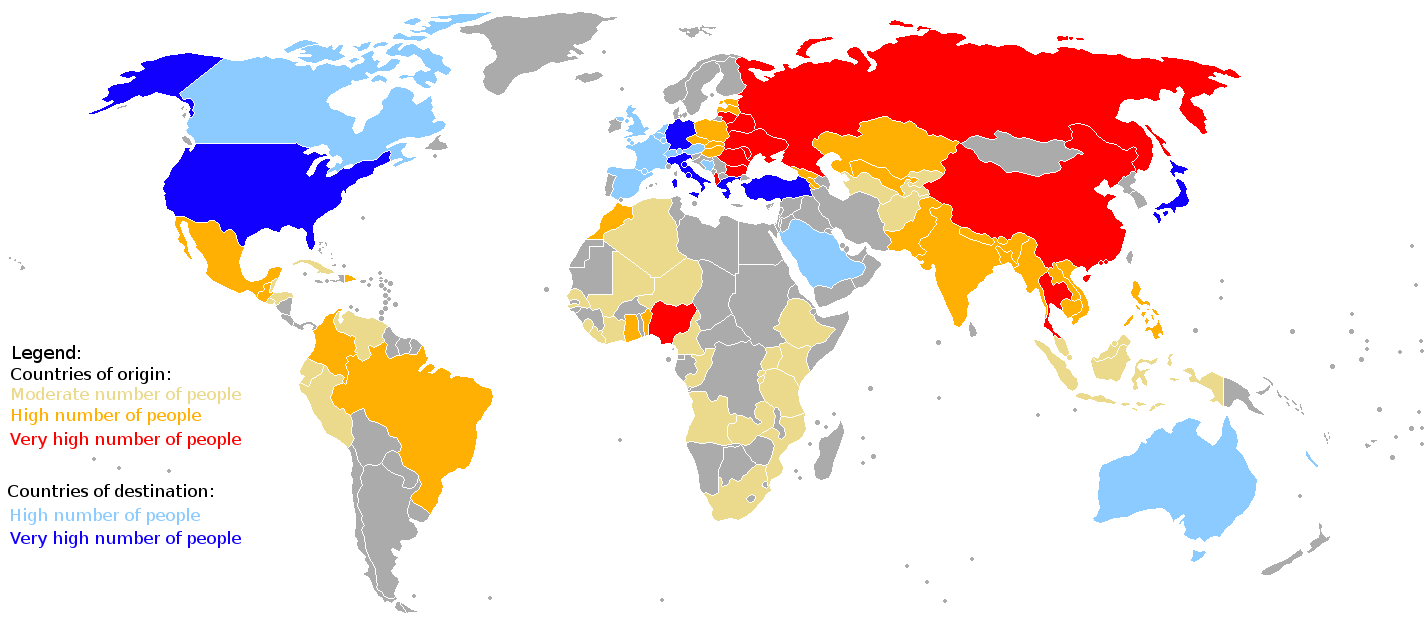
Країни-донори (червоний) і країни-реципієнти кримінальних потоків  (англ.)
Глобальна боротьба з торгівлею людьми (англ.)

## Гендерний стан
Статеве співвідношення (оцінка 2015 року):
- при народженні — 1,05 особи чоловічої статі на 1 особу жіночої;
- у віці до 14 років — 1,04 особи чоловічої статі на 1 особу жіночої;
- у віці 15—24 років — 1,03 особи чоловічої статі на 1 особу жіночої;
- у віці 25—54 років — 1,07 особи чоловічої статі на 1 особу жіночої;
- у віці 55—64 років — 1,03 особи чоловічої статі на 1 особу жіночої;
- у віці за 64 роки — 1,06 особи чоловічої статі на 1 особу жіночої;
- загалом — 1,05 особи чоловічої статі на 1 особу жіночої[1].

## Демографічні дослідження
Демографічні дослідження в країні ведуться рядом державних і наукових установ:

### Українською
- Атлас. 10—11 клас. Економічна і соціальна географія світу / упорядники :  О. Я. Скуратович, Н. І. Чанцева. — К. : ДНВП «Картографія», 2010. — ISBN 978-966-475-639-3.
- Атлас світу / голов. ред. І. С. Руденко ; зав. ред. В. В. Радченко ; відп. ред. О. В. Вакуленко. — К. : ДНВП «Картографія», 2005. — 336 с. — ISBN 9666315467.
- Безуглий В. В. Економічна і соціальна географія зарубіжних країн : Навчальний посібник. — К. : ВЦ «Академія», 2007. — 704 с. — ISBN 978-966-580-239-6.
- Безуглий В. В., Козинець С. В. Регіональна економічна і соціальна географія світу : Навчальний посібник. — видання 2-ге, доп., перероб. — К. : ВЦ «Академія», 2007. — 688 с. — ISBN 966-580-144-9.
- Головченко В. І., Кравчук О. Країнознавство: Азія, Африка, Латинська Америка, Австралія і Океанія. — К., 2006. — 335 с. — ISBN 966-8939-04-2.
- Гудзеляк І. І. Географія населення: Навчальний посібник / І. Гудзеляк. — Л. : Видавничий центр ЛНУ імені Івана Франка, 2008. — 232 с. — ISBN 978-966-613-599-8.
- Дахно І. І. Країни світу: Енциклопедичний довідник / І. І. Дахно, С. М. Тимофієв. — К. : Мапа, 2011. — 606 с. — (Бібліотека нового українця) — ISBN 978-966-8804-23-6.
- Дахно І. І. Економічна географія зарубіжних країн : навчальний посібник. — К. : Центр учбової літератури, 2014. — 319 с. — ISBN 978-611-01-0682-5.
- Джаман В. О. Регіональні системи розселення: демографічні аспекти. — Чернівці : Рута, 2003. — 392 с. — ISBN 9665685988.
- Дорошенко Л. С. Демографія: Навчальний посібник. — К. : МАУП, 2005. — 112 с. — ISBN 966-608-442-2.
- Дубович І. А. Країнознавчий словник-довідник. — 5-те вид., перероб. і доп. — К. : Знання, 2008. — 839 с. — ISBN 978-966-346-330-8.
- Економічна і соціальна географія країн світу. Навчальний посібник / За ред. Кузика С. П. — Л. : Світ, 2002. — 672 с. — ISBN 966-603-178-7.
- Загальна медична географія світу / В. О. Шевченко [та ін.] — К. : [б.в.], 1998. — 178 с.
- Книш М. М., Мамчур О. І. Регіональна економічна і соціальна географія світу (Латинська Америка та Карибські країни, Африка, Азія, Океанія) : навч. посіб. — Л. : ЛНУ ім. Івана Франка, 2013. — 368 с. — ISBN 978-617-10-0007-0.
- Крисаченко В. С. Динаміка населення: Популяційні, етнічні та глобальні виміри. — К. : Видавництво Національного інституту стратегічних досліджень, 2005. — 368 с. — ISBN 966-554-083-1.
- Любіцева О. О., Мезенцев К. В., Павлов С. В. Географія релігій. — К. : АртЕК, 1999. — 504 с. — ISBN 966-505-006-0.
- Масляк П. О. Країнознавство. — К. : Знання, 2007. — 292 с. — (Вища освіта XXI століття)
- Масляк П. О., Дахно І. І. Економічна і соціальна географія світу / П. О. Масляк, І. І. Дахно ; за ред. П. О. Масляка. — К. : Вежа, 2003. — 280 с. — ISBN 966-7091-53-8.

### Російською
- (рос.) Папуа Новая Гвинея // Демографический энциклопедический словарь / главн. ред. Валентей Д. И. — М. : Советская энциклопедия, 1985. — 608 с.
- (рос.) Папуа Новая Гвинея // Страны и народы. Австралия и Океания. Антарктида / Редкол. П. И. Пучков (отв. ред.) и др. — М. : «Мысль». — 301 с. — (Страны и народы) — 180 тис. прим.
- (рос.) Атлас народов мира / Отв. ред. С. И. Брук и В. С. Апенченко. — М. : ГУГК ГГК СССР и Институт этнографии им. Н. Н. Миклухо-Маклая АН СССР, 1964. — 185 с. — 20 тис. прим.
- (рос.) Численность и расселение народов мира. Этнографические очерки / под ред. С. И. Брука. — М. : Издательство АН СССР, 1962. — 487 с.
- (рос.) Лаппо Г. М. География городов: Учебное пособие для географических факультетов вузов. — М. : Туманит, изд. центр ВЛАДОС, 1997. — 476 с. — ISBN 5-691-00047-0.
- (рос.) Ягельский А. География населения. — М. : Прогресс, 1980. — 383 с.